# Jiehkkevárri
Jiehkkevárri (por vezes escrito Jiekkevarri ou Jiekkevarre) é uma montanha do norte da Noruega, na fronteira entre os municípios de Lyngen e Tromsø, no condado de Troms. É a segunda montanha mais alta do norte da Escandinávia (sendo ultrapassada pelo Kebnekaise na Suécia) e a segunda mais alta da Noruega após o Galdhøpiggen. É um pico ultraproeminente, com 1741 m de proeminência topográfica.
As primeiras pessoas a escalar até ao topo foram Geoffrey Hastings e Elias Hogrenning em 1899. O cume está coberto de gelo e o acesso implica ultrapassar glaciares e crevasses, sendo recomendado apenas para montanhistas experientes.